# Latino Theater Company
Die Latino Theater Company produziert Bühnenwerke in Los Angeles. Sie wurde 1985 von José Luis Valenzuela gegründet unter dem Mantel des Los Angeles Theatre Centers als Latino Theater Lab.
Einige Produktionen der Latino Theater Company sind August 29th, Stone Wedding, Roosters, The Promise, La Victima und Noche de Risa y Susto or Die Laughing.